# Waiting for Columbus
Albums de Little Feat
Time Loves a Hero
(1977) Down on the Farm
(1979)
Waiting for Columbus est un album live de Little Feat. Il est sorti le 10 février 1978 sur le label Warner Bros. Records et a été produit par Lowell George.

## Historique
Il a été enregistré du 1er au 4 août 1977 au Rainbow Theatre de Londres et du 8 au 10 août 1977 au Lisner Auditorium de Washington, lors de la dernière tournée effectuée par Lowell George avec le groupe avant son décès en 1979.
L'album s'est classé 18e au Billboard 200 et a été certifié disque de platine par la Recording Industry Association of America (RIAA) le 8 novembre 1989.
Le magazine Rolling Stone lui a octroyé la septième place de sa liste des « 10 meilleurs albums live de tous les temps »

## Liste des titres

### Album original
| 1. | Join the Band (Traditionnel) |                        | 1:50 |
| 2. | Fat Man in the Bathtub       | Lowell George          | 4:50 |
| 3. | All That You Dream           | Paul Barrere, Payne    | 4:25 |
| 4. | Oh Atlanta                   | Payne                  | 4:09 |
| 5. | Old Folks' Boogie            | P. Barrere, G. Barrere | 4:22 |

| 1. | Time Loves a Hero   | Barrere, Gradney, Payne    | 4:20 |
| 2. | Day or Night        | Payne, F. Tate             | 5:23 |
| 3. | Mercenary Territory | George, E. George, Hayward | 4:27 |
| 4. | Spanish Moon        | George                     | 4:49 |

| 1. | Dixie Chicken       | George, Kibbee | 9:00 |
| 2. | Tripe Face Boogie   | Hayward, Payne | 7:02 |
| 3. | Rocket in My Pocket | George         | 3:42 |

| 1. | Willin'                 | George                  | 4:42 |
| 2. | Don't Bogart That Joint | E. Ingber, L. Wagner    | 0:57 |
| 3. | A Apolitical Blues      | George                  | 3:41 |
| 4. | Sailin' Shoes           | George                  | 6:18 |
| 5. | Feats Don't Fail Me Now | Barrere, George, Kibbee | 5:17 |

### RééditionCD(1990)[3]
| 1.    | Join the Band (Traditionnel) |                            | 1:24 |
| 2.    | Fat Man in the Bathtub       | George                     | 4:52 |
| 3.    | All That You Dream           | Barrere, Payne             | 4:31 |
| 4.    | Oh Atlanta                   | Payne                      | 4:20 |
| 5.    | Old Folks' Boogie            | P. Barrere, G. Barrere     | 4:27 |
| 6.    | Time Loves a Hero            | Barrere, Gradney, Payne    | 4:19 |
| 7.    | Day or Night                 | Payne, F. Tate             | 5:31 |
| 8.    | Mercenary Territory          | George, E. George, Hayward | 4:37 |
| 9.    | Spanish Moon                 | George                     | 4:42 |
| 10.   | Dixie Chicken                | George, Kibbee             | 8:56 |
| 11.   | Tripe Face Boogie            | Hayward, Payne             | 7:10 |
| 12.   | Rocket in My Pocket          | George                     | 3:48 |
| 13.   | Willin'                      | George                     | 3:50 |
| 14.   | Sailin' Shoes                | George                     | 6:20 |
| 15.   | Feats Don't Fail Me Now      | Barrere, George, Kibbee    | 5:21 |
| 74:00 |                              |                            |      |

### Réédition 2002[4]
Disque 1
| No  | Titre                                                               | Auteur                             | Enregistrement                    | Durée |
| --- | ------------------------------------------------------------------- | ---------------------------------- | --------------------------------- | ----- |
| 1.  | Join the Band                                                       | Traditionnel                       | Lisner Auditorium, 10/08/1977     | 1:54  |
| 2.  | Fat Man in the Bathtub                                              | Lowell George                      | Lisner Auditorium, 08/08/1977     | 4:54  |
| 3.  | All That You Dream                                                  | Paul Barrere, Bill Payne           | Lisner Auditorium, 08/08/1977     | 4:29  |
| 4.  | Oh Atlanta                                                          | Payne                              | Lisner Auditorium, 08/08/1977     | 4:20  |
| 5.  | Old Folk's Boogie                                                   | Gabriel Barrere, Paul Barrere      | Rainbow Theatre, 04/08/1977       | 4:26  |
| 6.  | Dixie Chicken (les cuivres proviennent du concert du 4 août)        | George, Martin Kibbee              | Rainbow Theatre, 03 et 04/08/1977 | 8:53  |
| 7.  | Triple Face Boogie (le solo de piano provient du concert du 2 août) | Richard Hayward, Payne             | Rainbow Theatre, 02 et 03/08/1977 | 7:09  |
| 8.  | Rocket in My Pocket                                                 | George                             | Rainbow Theatre, 02/08/1977       | 3:57  |
| 9.  | Time Loves a Hero                                                   | Paul Barrere, Kenny Gradney, Payne | Rainbow Theatre, 04/08/1977       |       |
| 10. | Day or Night                                                        | Payne, Fran Tate                   | Rainbow Theatre, 04/08/1977       | 5:30  |
| 11. | Mercenary Territory                                                 | George, Elisabeth George, Hayward  | Rainbow Theatre, 02/08/1977       | 4:36  |
| 12. | Spanish Moon                                                        | George                             | Lisner Auditorium, 08/08/1977     | 5:36  |

Disque 2
| No  | Titre                     | Auteur                                        | Enregistrement                | Durée |
| --- | ------------------------- | --------------------------------------------- | ----------------------------- | ----- |
| 1.  | Willin'                   | George                                        | Lisner Auditorium, 08/08/1977 | 4:42  |
| 2.  | Don't Bogart That Joint   | Elliot Ingbert, Larry Wagner                  | Lisner Auditorium, 08/08/1977 | 1:01  |
| 3.  | A Apolitical Blues        | George                                        | Rainbow Theatre, 03/08/1977   | 3:51  |
| 4.  | Sailin' Shoes             | George                                        | Lisner Auditorium, 10/08/1977 | 6:23  |
| 5.  | Feats Don't Fail Me Now   | Barrere, George, Kibbee                       | Lisner Auditorium, 09/08/1977 | 5:35  |
| 6.  | One Love Stand            | Barrere, Gradney, Payne                       | Lisner Auditorium, 09/08/1977 | 4:27  |
| 7.  | Rock and Roll Doctor      | George, Kibbee                                | Lisner Auditorium, 09/08/1977 | 4:17  |
| 8.  | Skin It Back              | Barrere                                       | Rainbow Theatre, 02/08/1977   |       |
| 9.  | On Your Way Down          | Allen Toussaint                               | Lisner Auditorium, 10/08/1977 | 6:25  |
| 10. | Walkin' All Night         | Barrere, Payne                                | Lisner Auditorium, 08/08/1977 | 4:12  |
| 11. | Cold, Cold, Cold          | George                                        | Rainbow Theatre, 04/08/1977   | 5:18  |
| 12. | Day at the Dog Races      | Barrere, Sam Clayton, Gradney, Hayward, Payne | Lisner Auditorium, 09/08/1977 | 12:12 |
| 13. | Skin It Back              | Barrere                                       | Lisner Auditorium, 08/08/1977 | 4:40  |
| 14. | Red Streamliner           | Payne, Tate                                   | Lisner Auditorium, 08/08/1977 | 4:59  |
| 15. | Teenage Nervous Breakdown | George                                        | Lisner Auditorium, 09/08/1977 | 4:12  |

## Personnel

### Little Feat
- Paul Barrere : guitare, chant
- Sam Clayton : congas, percussions
- Lowell George : chant, guitare
- Kenny Gradney : basse
- Richard Hayward : batterie, chant
- Bill Payne : claviers, synthétiseur, chant

### Musiciens additionnels
- Mick Taylor : guitare sur A Apolitical Blues
- Michael Mcdonald et Patrick Simmons: chœurs sur "Red Steamliner"
- Tower of Power : cuivres
  - Emilio Castillo: saxophone ténor
  - Greg Adams: trompette
  - Lenny Pickett: saxophone alto et ténor, clarinette
  - Stephen "Doc" Kupka: saxophone bariton
  - Mic Gillette: trompette, trombone

## Charts et certifications
| Pays             | Durée du classement | Meilleur classement |
| ---------------- | ------------------- | ------------------- |
| Canada           | 15 semaines         | 23e                 |
| États-Unis       | 25 semaines         | 18e                 |
| Norvège          | 1 semaine           | 18e                 |
| Nouvelle-Zélande | 8 semaines          | 11e                 |
| Pays-Bas         | 2 semaines          | 29e                 |
| Royaume-Uni      | 1 semaine           | 43e                 |

| Pays       | Certification | Ventes      | Date       |
| ---------- | ------------- | ----------- | ---------- |
| États-Unis | Platine       | 1 000 000 + | 08/11/1989 |